# Zeče, Slovenske Konjice
Zeče este o localitate din comuna Slovenske Konjice, Slovenia, cu o populație de 241 de locuitori.